# Markóc
Markóc község Baranya vármegyében, a Sellyei járásban.

## Fekvése
Barcstól 25 kilométerre délkeletre, Szigetvártól 20 kilométerre délre, Sellyétől légvonalban nagyjából 5, közúton 7-8 kilométerre helyezkedik el; a déli (magyar-horvát) országhatártól és a Drávától ugyancsak mintegy 5 kilométerre fekszik északi irányban. Egyutcás kistelepülés.

### Megközelítése
Csak közúton érhető el, Drávafoknál letérve a Harkány-Sellye-Darány közt húzódó 5804-es útról, az 5829-es úton; ugyanez köti össze déli szomszédjával, Drávakeresztúrral is.

## Története
Markóc nevét az oklevelekben 1403-ban említették először Markochel néven, később 1492-ben Markowcz néven írták. A falu első ismert birtokosa a pécsi főesperes volt, majd a későbbiekben az Istvánffy, a Doby és a Somssich családoké volt. 1480 körül a Festetics család dégi ága volt a település birtokosa. A falu lakosai a török hódoltság kezdetén a mai falu mellett állt Mokárfa nevű falu, mely a törökök alatt elpusztult.
A lakosság a szomszédos Markocz nevű rétre költözött át, s később ez lett a falu neve is. A 20. század elején Somogy vármegye Szigetvári járásához tartozott. 1910-ben 229 lakosából 228 magyar volt. Ebből 21 római katolikus, 208 református volt.

## Közélete

### Polgármesterei
- 1990–1994: Kovács Rózsa (független)[4]
- 1994–1998: Döme Julianna (független)[5]
- 1998–2002: Döme Julianna (független)[6]
- 2002–2006: Döme Julianna (független)[7]
- 2006–2010: Lantos Tamás Ferenc (független)[8]
- 2010–2014: Lantos Tamás Ferenc (független)[9]
- 2014–2016: Lantos Tamás Ferenc (független)[10]
- 2016–2019: Kovács Sándor (független)[11]
- 2019–2024: Kovács Sándor (független)[12]
- 2024– : Kovács Sándor (független)[1]

A településen 2016. november 27-én időközi polgármester-választást (és képviselő-testületi választást) tartottak, az előző képviselő-testület önfeloszlatása miatt. A választáson a hivatalban lévő polgármester is elindult, de alulmaradt egyetlen kihívójával szemben.

## Népesség
A település népességének változása:
| Lakosok száma | 72   | 63   | 63   | 51   | 61   | 62   | 59   | 64   |
|               | 2013 | 2014 | 2015 | 2019 | 2021 | 2022 | 2023 | 2024 |

A 2011-es népszámlálás során a lakosok 100%-a magyarnak, 1,6% bolgárnak, 23,4% cigánynak, 1,6% németnek mondta magát (a kettős identitások miatt a végösszeg nagyobb lehet 100%-nál). A vallási megoszlás a következő volt: római katolikus 40,6%, református 42,2%, felekezeten kívüli 15,6% (1,6% nem nyilatkozott).
2022-ben a lakosság 82,3%-a vallotta magát magyarnak, 14,5% cigánynak, 1,6% horvátnak, 8,1% egyéb, nem hazai nemzetiségűnek (12,9% nem nyilatkozott; a kettős identitások miatt a végösszeg nagyobb lehet 100%-nál). Vallásuk szerint 32,3% volt református, 12,9% római katolikus, 3,2% egyéb keresztény, 1,6% felekezeten kívüli (50% nem válaszolt).

## Nevezetességek
- Református temploma 1858-ban épült, műemléki védelem alatt álló épület.[16]
- A település határában három irányban is olyan, íves formában elhelyezkedő ártéri erdőfoltokat találhatunk, amelyek egykori Dráva-holtágak maradványai. Nyílt víznek már egyik erdőrészben sincs nyoma, de az egyik ilyen terület, a Markóci-rét 1996 óta helyi védettség alatt áll, a környék jellemző mocsári-réti növény- és állatfajaival.[17][18]